# 미즈이시 아토무
미즈이시 아토무(일본어: 水石 亜飛夢 みずいし あとむ[*], 1996년 1월 1일 ~ )는 일본의 모델 겸 배우이다.

## 내력
2012년, 뮤지컬 테니스의 왕자님 시즌 2에서 야나키 렌지 역으로 데뷔했다. 2014년, TV 도쿄 계열의 특수 촬영 드라마 GARO 시리즈에서는 주인공과 싸우는 크로 역을 연기했다. 그리고 2015년에는 무대 '햄릿'에서 첫 주연을 맡기도 했다.
2017년 제 30회 도쿄 국제 영화제 월드 프리미어 상영 작품 "굶주린 사자"에 출연했으며, 이후 2018년. 가면라이더 지오의 사쿠마 류이치 역을 맡게 된다. 2019년, 본인의 첫 주연 영화 작품인 '아이즈'가 공개된 바 있다. 이후, 2020년 3월 8일, 마진전대 키라메이저의 오시키리 시구루 / 키라메이블루 역으로 발탁되었다.

## 인물
16살 위의 1980년에 태어난 형이 있다.

## 출연작

### TV 드라마
- 2014년 GARO 시리즈 - 크로 역
- 2018년 가면라이더 지오 - 사쿠마 류이치 / 어나더 포제 / 어나더 파이즈(목소리 출연)
- 2020년 ~ 2021년 마진전대 키라메이저 - 오시키리 시구루 / 키라메이블루 역

### 영화
- 2017년 강철의 연금술사 - 알폰스 엘릭
- 2020년 마진전대 키라메이저 에피소드 ZERO - 오시키리 시구루 / 키라메이블루 역
- 2021년 마진전대 키라메이저 THE MOVIE 비밥 드림 - 오시키리 시구루 / 키라메이블루 역
- 2021년 세이버 + 젠카이저 슈퍼히어로 전기 - 오시키리 시구루 / 키라메이블루 역
- 2023년 기괴도 - 키타지마 코우지 역